# Parocktikum
Parocktikum war eine Hörfunksendung, die ab 1986 vom Rundfunk der DDR produziert wurde, sowie einer Langspielplatte vom Label Amiga (1989). Die Sendung war ein Forum für die Musik der „Anderen Bands“. Sie wurde zunächst vom Ostdeutschen Rundfunk Brandenburg (ORB) übernommen und 1993 eingestellt.

## Geschichte
„Parocktikum“ ist eine Wortschöpfung aus Panoptikum und Rock(-musik). Im März 1986 wurde die Sendung zum ersten Mal ausgestrahlt. Sie war Teil des Programms der Jugendsendeanstalt DT64, die gleichzeitig selbstständig wurde. Moderator war bis zur Einstellung der Sendung Lutz Schramm. Schon bald wurden die Sendezeiten verlängert. So lief die Sendung auch am 1. Januar 1987 von 0:00 bis 5:00 Uhr. Vorzugsweise wurden Hardrock, Indierock- und Punktitel einheimischer Musiker gespielt, aber auch die Musik der ersten Hip-Hop-Bands der DDR wurde gesendet. Da es bis zur politischen Wende kaum offizielle Tonträger der gespielten Bands gab, wurden vor allem selbstproduzierte, nicht oder kaum zensierte Musikkassetten abgespielt.
Mit der Abwicklung von DT64 am 31. Dezember 1991 wurde Parocktikum vom ORB-Sender Rockradio B übernommen. Die Sendung lief dort bis Februar 1993.

## Sendezeit
Recht bald nach Anlaufen der Sendung wurde die Sendezeit auf eine Stunde je 14 Tage verdoppelt. Ab 1986 lief sie wöchentlich. Von Dezember 1987 bis März 1990 wurde Parocktikum jeden Sonnabend von 22 bis 24 Uhr auf den Frequenzen von DT64 ausgestrahlt.

## Diskografie der Tonträger, die sich namentlich auf die Sendung beziehen
Nachdem 1988 bei dem offiziellen Plattenlabel Amiga die Langspielplatte Kleeblatt Nr. 23 – Die anderen Bands erschienen war, veröffentlichte Amiga 1989 die LP Parocktikum, die ebenfalls eine Kompilation von Titeln der „Anderen Bands“ war.
- 1989: Parocktikum, LP, Kompilation von Musik der „Anderen Bands“ (Amiga)
- 1990: Parocktikum 2, LP, Kompilation von Musik der „Anderen Bands“ (Zensor)
- 1997: Die DT-64-Story Vol. 7: Pa-Rock-tikum, CD (Buschfunk)